# Eunice fauveli
Eunice fauveli är en ringmaskart som beskrevs av Gravier 1900. Eunice fauveli ingår i släktet Eunice och familjen Eunicidae. Inga underarter finns listade i Catalogue of Life.